# پیمان لوزان

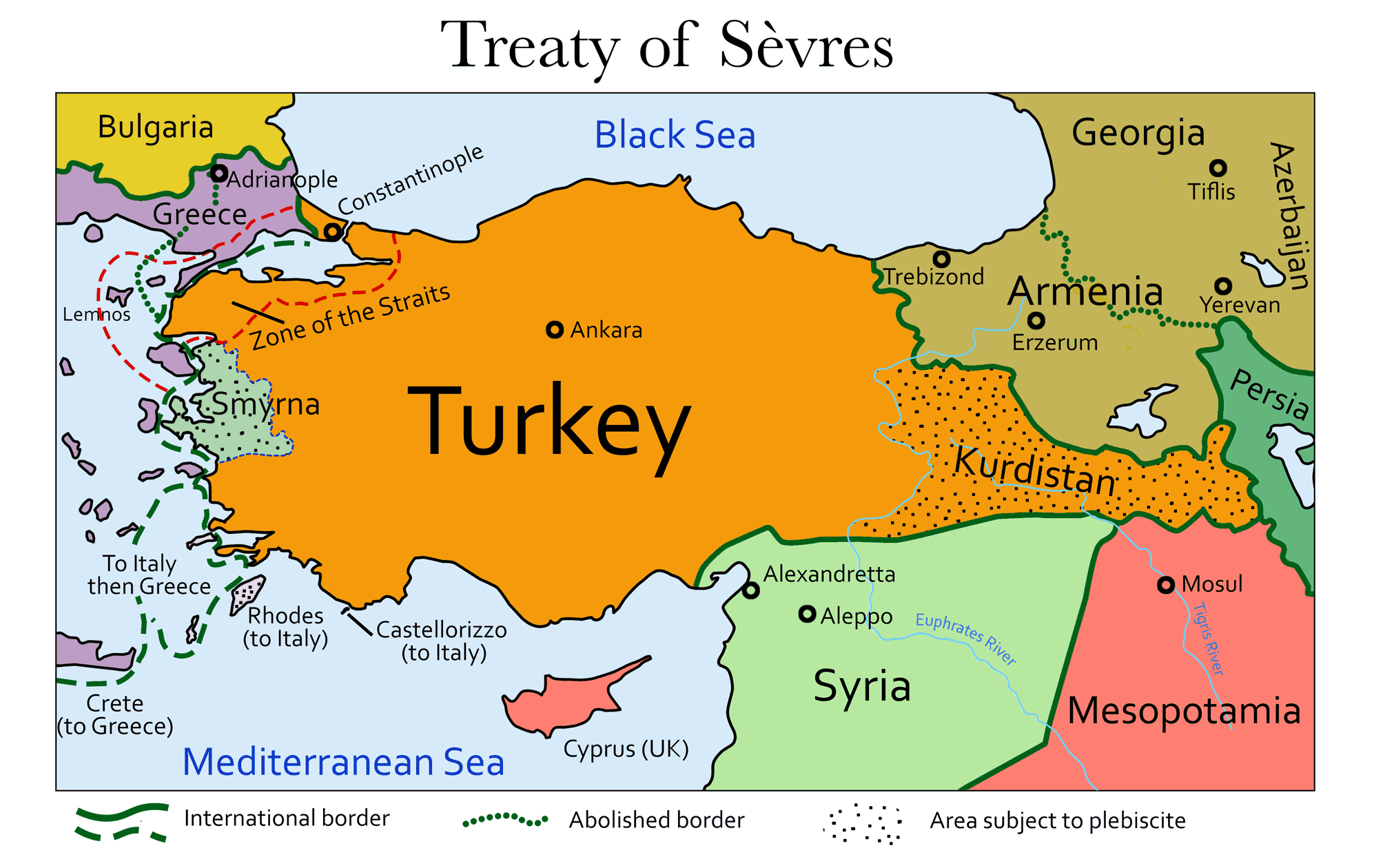
مرزهای ترکیه بر اساس معاهده سور (۱۹۲۰) تصویب نشده که پس از جنگ استقلال ترکیه لغو و با معاهده لوزان (۱۹۲۳) جایگزین شد.

پیمان لوزان، پیمانی صلح‌آمیز بود که در ۲۴ ژوئیه ۱۹۲۳ میلادی در شهر لوزان، سوئیس به امضا رسید تا به مناقشه‌ای که از جنگ جهانی اول میان نیروهای متفقین و متحدین آغاز شده بود، پایان دهد. این پیمان میان جمهوری سوم فرانسه، امپراتوری بریتانیا، امپراتوری ژاپن، پادشاهی ایتالیا، پادشاهی یونان، پادشاهی رومانی و پادشاهی یوگسلاوی منعقد شد. متن اصلی پیمان به زبان انگلیسی و فرانسوی تدوین شد و اجرای آن از ۲۳ اوت ۱۹۲۳ الزامی گردید. تا ۶ اوت ۱۹۲۴، تمامی شرایط صلح از سوی کشورهای امضاکننده به اجرا درآمد و اسناد رسمی در پاریس به دولت فرانسه تحویل داده شد. این پیمان در ۲۳ اوت ۱۹۲۳ از سوی ترکیه و در ۱۶ ژوئیه ۱۹۲۴ از سوی دیگر امضاکنندگان تصویب شد و در ۶ اوت ۱۹۲۴، با تحویل رسمی اسناد تصویب به پاریس، لازم‌الاجرا گردید.

## سند پیمان
با توجه به مفاد پیمان صلح مودانیا که تشکیل کنفرانس صلح را پیش‌بینی می‌کرد، در نوامبر سال ۱۹۲۲ میلادی در لوزان-سوئیس کنفرانس صلح لوزان گشایش یافت. این پیمان رسماً به تنش‌های منطقه خاور نزدیک در سال‌های ۱۹۱۹–۱۹۲۱ میلادی به خصوص به جنگ ترکیه و یونان پایان داد.
نام کامل سند پیمان به زبان فرانسه به قرار زیر می‌باشد:
(Accord relatif à la restitution réciproque des internés civils et à l'échange des prisonniers de guerre, signé à Lausanne)
پیمان بازگشت افراد پناهنده سیاسی و تبادل اسرای جنگی. منعقده در لوزان. متن کامل به زبان انگلیسی:
(TREATY OF PEACE WITH TURKEY SIGNED AT LAUSANNE,JULY 24, 1923,THE CONVENTION RESPECTING THE REGIME OF THE STRAITS AND OTHER INSTRUMENTS SIGNED AT LAUSANNE)

## مفاد و تعهدات پیمان صلح

### ترانزیت کالا
بر اساس پیمان لوزان مجلس ملی کبیر ترکیه تعهد خود را نسبت به اجراء مفاد و موارد ثبت شده در کنواسیون بارسلون به تاریخ آوریل سال ۱۹۲۱ میلادی در خصوص اجازه ترانزیت کالا از خاک کشورش توسط همسایگان را اعلان می‌کند.
در این خصوص ماده ۱۰۱ پیمان لوزان به قرار زیر می‌باشد:
«ترکیه متعهد به وفادار ماندن به کنوانسیون و قوانین آزادی ترانزیت کالا از خاک خود بر اساس مواد کنفرانس بارسلون به تاریخ ۱۴ آوریل ۱۹۲۱ میلادی می‌باشد؛ همچنین در خصوص اجراء مفاد همان کنفرانس به تاریخ ۱۹ آوریل سال ۱۹۲۱ میلادی در خصوص آبراهه‌های مورد توجه جامعه بین‌الملل متعهد می‌باشد.»
موضوع آزادی ترانزیت؛ ذکر شده در ماده ۱۰۱ پیمان لوزان و بر اساس ماده دو کنوانسیون بارسلون؛ متعهد (ترکیه) موظف است برای تحقق ترانزیت کالا از طریق راه‌آهن؛ آبراه یا جاده را برای مناطق حاکمیت یا اقتدار محقق نماید. هیچ‌گونه تبعیضی با در نظر گرفتن ملیت؛ مالکیت کشتی؛ مبدأ تولید کالا؛ مبدأ و مقصد؛ و هر مورد دیگری گذاشته شود. بر اساس ماده ۱۰۴؛ ترکیه متعهد به اجراء کلیه مفاد کنوانسیون بارسلون در خصوص ترانزیت کالای بین‌المللی می‌باشد.

### مسئله اقلیت‌ها
در معاهده لوزان حق تابعیت ترکیه به اقلیت‌ها اعطا شد. از ماده ۳۷ تا ۴۵ راجع به اقلیت‌ها است. در ماده ۳۹ آمده‌است اقلیت‌های غیر مسلمان منسوب به «نژاد ترک» از کلیه حقوق مدنی و سیاسی برخوردارند.
ناسیونالیسم تُرک، (ملی‌گرایی) و سکولاریسم این دو اصل از شش اصول اصلی بنیان‌گذار جمهوری ترکیه بود. هدف مصطفی کمال آتاترک به عنوان رهبر در دهه‌های آغازین جمهوری ترکیه برای تشکیل یک دولت و ملت واحد و یک رنگ از طریق بقایای باقی‌مانده امپراتوری عثمانی بود. در طول سه دهه اول جمهوری ترکیه برای ایجاد ترکیه جدید هدف اصلی سیاست، ترک سازی و تغییر نام‌های جغرافیایی بود.

### مصادره اموال توسط جمهوری ترکیه
در ۱۵ آوریل ۱۹۲۳، درست بعد از امضای پیمان لوزان، دولت ترکیه «قانون دارایی‌های رها شده» را تصویب کرد که امکان مصادره اموال هر ارمنی غایب (که بر سر اموالش حاضر نبود) را بدون در نظر گرفتن علت غیبت و عدم حضور وی فراهم می‌کرد. درحالی‌که دادگاه‌های محلی مجاز به ارزیابی ارزش هر ملک و ارائه راهی برای صاحبان املاک جهت طرح دعوی شده بودند، قانون استفاده از هر نوع وکالت نامه از سوی صاحبان غائب اموال را ممنوع کرده بود. این امر باعث می‌شد که آن‌ها بدون بازگشت به کشور نتوانند به دارایی‌های خویش دست یابند. علاوه براین، مدافع این پرونده دولت ترکیه بود که کمیته‌های تخصصی را ایجاد کرده بود تا به این موارد رسیدگی کنند.

### پیمان لوزان و وضعیت حقوقی آثار باستانی
براساس (بند یک ماده یک پیمان لوزان) کشور ترکیه طرف اصلی پیمان می‌باشد که (قسمت سوم بند یک) همین پیمان (مواد ۳۷ الی ۴۴) به حقوق و حفظ میراث فرهنگی اقلیت‌های ملی ترکیه اختصاص دارد. ماده ۳۷ پیمان لوزان که تأکیدی بر تعهد کشور ترکیه در اجراء مواد ۳۸ الی ۴۴ می‌باشد؛ ترکیه را موظف به وضع قوانینی کرده‌است که در تناقض یا جلوگیری از اجراء این مواد نباشد حتی هیچ‌گونه اقدامات رسمی و تصمیماتی در تناقض با این مواد نمی‌تواند بگیرد. ماده یادشده تعهد غیرقابل نقض پای ترکیه می‌باشد.
- براساس بند دوم ماده ۳۸ پیمان لوزان به تمامی ساکنان کشور ترکیه چه فردی و چه اجتماعی آزادی دین و مذهب داده می‌شود.
- براساس ماده ۴۰ پیمان به آن‌ها اجازه تأسیس مراکز دینی و مذهبی و فعالیت داده می‌شود.
- براساس بند سوم ماده ۴۲ پیمان لوزان ترکیه متعهد به حفظ کلیساها؛ کنیسه ها؛ قبرستان‌ها و هر آنچه مربوط به اقلیت‌ها است؛ می‌باشد. منظور از حفظ آن نگهداری و مرمت آن‌ها می‌باشد.
- براساس بند یک ماده ۴۴ پیمان لوزان ترکیه تعهد می‌کند تا امور مربوط به غیر مسلمانان را براساس مندرجات مواد قبلی پیمان و تحت نظارت جامعه بین‌الملل انجام دهد؛ که این وظیفه را به عهده کشورهای جامعه بین‌الملل شامل بریتانیا؛ فرانسه؛ ایتالیا و ژاپن گذاشته می‌شود. سازمان ملل متحد و شورای امنیت سازمان ملل متحد که وارثان نه تنها حق و حقوق سازمان جامعه بین‌الملل می‌باشند
- براساس بند چهارم ماده ۴۴ هر گونه اختلافات می‌تواند توسط دادگاه حل وفصل گردد.«همچنین ترکیه اعلان قبولی می‌کند که در صورت بروز هر گونه اختلاف در خصوص اجراء مواد پیمان با طرفین امضاکننده یا با یکی از کشورهای عضو جامعه بین‌الملل؛ براساس ماده ۱۴ اساسنامه جامعه بین‌الملل امری بین‌المللی محسوب گردد. ترکیه قبول می‌کند در صورت بروز اختلاف با آن کشور از طرف یکی از امضا کنندگان پیمان موضوع به دادگاه‌های بین‌الملل ارجاع گردد. رای دادگاه دائمی بین‌الملل نهائی بوده و طبق ماده ۱۳ اساسنامه جامعه بین‌الملل لازم‌الاجرا می‌باشد.»

کشورهای امضاکننده پیمان لوزان (بریتانیا؛ فرانسه؛ ژاپن؛ رومانی و یونان) یا هر یک از کشورهای عضو شورا (شورای امنیت امروز) (۵ کشور دائم و ۱۰ کشور غیر دائم) اجازه مراجعه به دادگاه بین‌الملل علیه کشور ترکیه را دارند. کشورهای بریتانیا؛ فرانسه؛ ایتالیا و ژاپن همچنین می‌بایستی بر حفظ و مرمت میراث فرهنگی اقلیت‌های دینی  در کشور ترکیه نظارت کنند. با زیر پا گذشتن حقوق اقلیت‌ها، ترکیه پایه‌های حقوق بین‌الملل خود را سست می‌کند؛ زیرا تعهدات و پیمان‌های بین‌المللی می‌بایستی تمام و کمال اجرا شوند و عدم انجام تعهدات توسط یک طرف پیمان؛ طرف دیگر را نیز مبری از تعهدات خود می‌نماید. هر گونه پیمان تعهد طرف‌ها را می‌طلبد و اگر در پیمان لوزان طرف‌های ترکیه (بریتانیا؛ فرانسه؛ ایتالیا؛ ژاپن؛ رومانی و یونان) مرزهای غربی و جنوبی ترکیه را به رسمیت شناختند؛ ترکیه نیز متقابلاً تعهداتی به خصوص در اجراء مواد ۳۷ الی ۴۴ پیمان برای اقلیت‌های دینی و مذهبی کشور خود دارد.

با عدم اجراء پیمان لوزان توسط ترکیه؛ قانونی بودن کل پیمان را زیر سؤال می‌برد. براساس کنوانسیون وین در مورد حقوق معاهدات وضعیت این گونه پیمان‌های بین‌المللی کاملاً واضح و روشن می‌باشد. ماده ۶۰٫۲ کنواسیون وین می‌گوید: 
«در صورت عدم اجراء هرگونه پیمان بین‌المللی از طرف یکی از کشورهای متعهد؛ به طرف‌های دیگر پیمان این حق را می‌دهد که متحداً اجرا پیمان را در کل یا موادی از پیمان یا توقف کامل آن را اعلان کنند.»

### ارتباط حقوقی معاهده سور و لوزان

سند. معاهدهٔ سِور که در دهم اوت ۱۹۲۰ میلادی به امضاء توماس وودرو ویلسون رسید (معروف به معاهده ویلسون) تعیین مرز ارمنستان غربی

این تصور وجود دارد که معاهده سور با عقد پیمان لوزان باطل گردیده‌است اما تصور اشتباهی است زیرا پیمانی باطل می‌گردد که ابطال آن اعلام شود. بنابراین پیمان سوور زمانی باطل می‌شد که کلیه امضا کنندگان آن این موضوع را اعلان کرده و در پیمان جدید قید می‌کردند در حالی که در پیمان لوزان ابطال پیمان سوور اعلان نشده‌است. در پیمان لوزان هیچ‌گونه اشاره‌ای به معاهده سور نشده‌است. طبق حقوق بین‌الملل طرف‌های عقد پیمانی اجازه دارند در پیمان بعدی اصلاحاتی را در مواد پیمان قبلی قید نمایند و این اصلاحات یا اضافه شدن مواد جدید در پیمان بعدی برای طرف‌های امضاکننده الزام‌آور است. این موضوع در مواد ۳۹؛ ۴۰ و ۴۱ کنوانسیون عقد پیمان وین، (قرارداد وین درباره روابط سیاسی)، به صراحت آمده‌است. امضاکننده پیمان سور ۱۸ کشور هستند در حالی که پیمان لوزان را فقط هشت کشور امضا کرده‌اند یعنی کشورهایی که در پیمان لوزان را امضا نکرده‌اند؛ آن مواد معاهده سور معتبر است که در پیمان لوزان تغییر نکرده‌اند.
به دلیل ناتمام ماندن تصویب معاهده سور از ابتدا به اجرا در نیامد اما پیمان لوزان آن را باطل اعلان نکرده‌است هر چند کنفرانس لوزان قادر به انجام چنین کاری نبود زیرا پیمان لوزان چه از نظر ماهیت و چه طرف‌های امضاکننده در حقیقت با معاهده سور متفاوت بوده و معاهده سور یک سند بین‌المللی است که برای آن مذاکرات انجام شده و طرف‌ها آن را امضا کرده‌اند اما به اجرا گذاشته نشده‌است. اگر تمام کشورهای امضاکننده معاهده سور آن را تأیید کنند قابل اجرا خواهد بود. عدم به اجرا گذاشتن معاهده سور آنچنان که در حقوق بین‌الملل به ردیف پیمان‌های تصویب نشده قرار داده می‌شود
از نظر حقوقی پیمان لوزان و معاهده سور دو سند متفاوت از یکدیگر می‌باشند. متفاوت از نظر کشورهای حاضر در عقد این دو پیمان و همچنین از نظر مسائل مطرح شده در آن‌ها و از همه مهم‌تر هدف عقد هر یک از پیمان‌ها. معاهده سور در خصوص مسائل جنگ جهانی اول می‌باشد؛ اما پیمان لوزان مربوط به جنگ‌های رخ داده در سال‌های ۱۹۱۹ تا ۱۹۲۱ میلادی می‌باشد. هدف معاهده سور پایان دادن به درگیری‌های کشورهای متفقین و همپیمانان آن‌ها با ترکیه طی دوره جنگ جهانی اول و به وجود آوردن صلحی پایدار و بلند مدت براساس عدالت می‌باشد اما هدف پیمان لوزان پایان دادن به جنگ بین ابرقدرت‌ها با مجلس ملی کبیر ترکیه و نه دولت ترکیه بود.

### مرزها

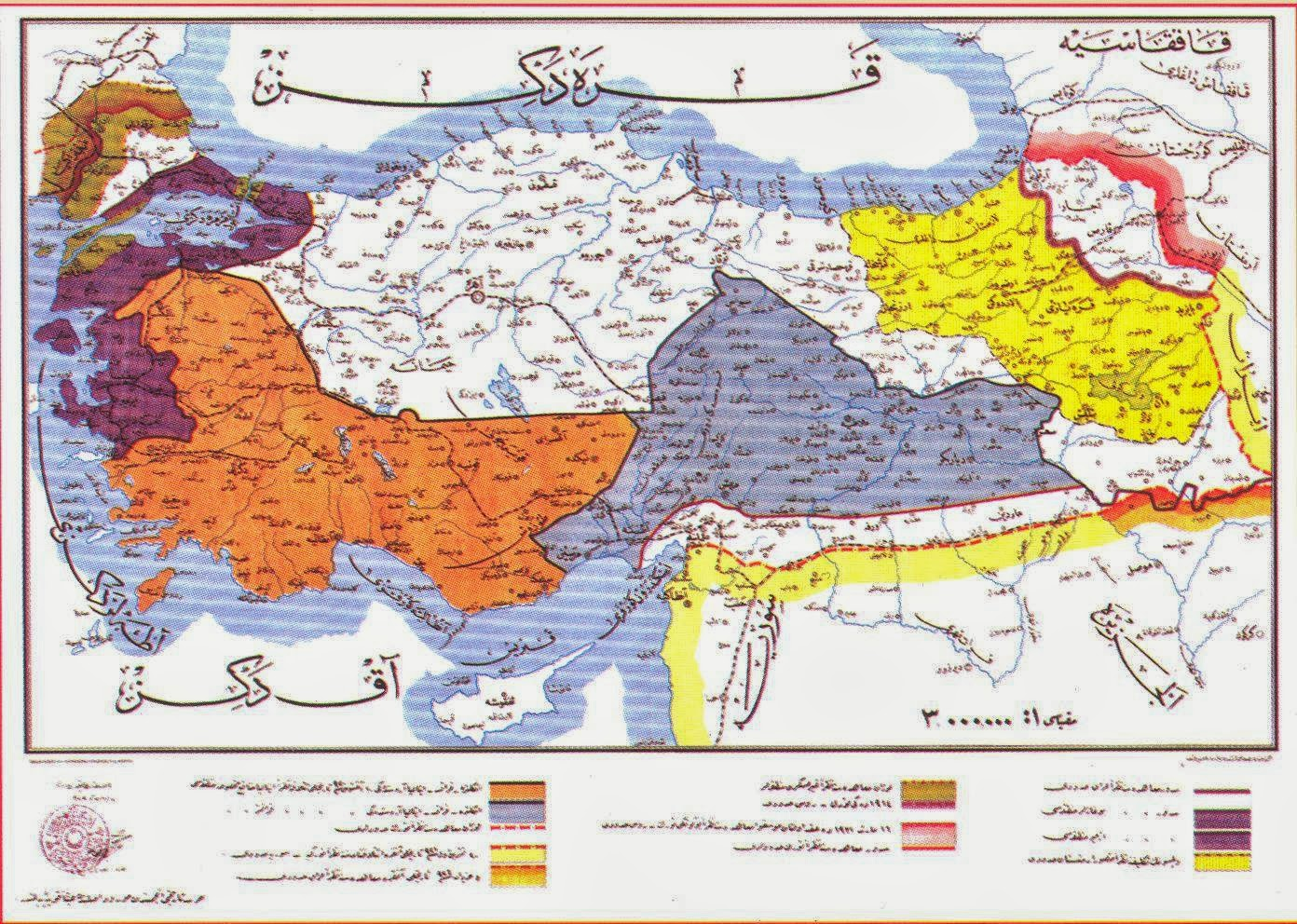
نقشه مربوط به سال ۱۹۲۷ میلادی تهیه شده توسط مجلس ملی کبیر ترکیه

ترکیه در پیمان مسکو (۱۹۲۱) با اتحاد جماهیر شوروی پیمانی را در خصوص وضعیت مرزهای شرقی و ایالات مورد دعوا در عهد نامه سور امضا کرده و موارد ادعایی در این عهدنامه را فسخ کرد اما به دلیل اینکه جمهوری‌های مرزی شوروی در این پیمان نبودند مجدداً برای این امر در سال ۱۹۲۱ در عهدنامه قارص که با حضور نمایندگانی از جمهوری سوسیالیستی ارمنستان شوروی، جمهوری سوسیالیستی شوروی آذربایجان، جمهوری سوسیالیستی گرجستان شوروی در قارص مطرح و پیمانی مجدد بسته شده و وضعیت مرزهای شرقی ترکیه را تثبیت گردید.<  پس از آن در پیمان لوزان موضوع مرزهای ترکیه – بلغارستان؛ ترکیه – یونان؛ ترکیه – سوریه مطرح شده است و مرزهای ترکیه در قبال این کشورها را مشخص کرده است.

### پیمان لوزان و مرزهای  ترکیه
بخش اول ماده ۱۶ پیمان لوزان چنین می‌گوید:
«بدین وسیله ترکیه از حق و حقوق خود در قبال تمامی سرزمین‌ها و جزایری که از مرزهای ترسیم شده در این پیمان خارج است؛ چشم پوشی می‌کند به استثناء مناطقی که طبق این پیمان دارای خودمختاری می‌باشند. وضعیت این مناطق توسط طرفین حل و فصل شده یا خواهد شد.»
از آنجائی که پیمان لوزان وضعیت مرزهای ترکیه با بلغارستان؛ یونان؛ سوریه و عراق را مشخص کرده‌است بنابراین حق و حقوق ترکیه در قبال مناطق داخل این مرزها به رسمیت شناخته شده‌است. در پیمان لوزان هیچ اشاره‌ای به مرزهای ارمنستان و ترکیه نشده‌است به علت این که مرزهای دو کشور طی رأی حقوقی وودرو ویلسون رئیس‌جمهور وقت ایالات متحده آمریکا در ۲۲ نوامبر ۱۹۲۰ میلادی تعیین شده‌است. از آنجائی که مناطق مشخص شده طی رأی حقوقی در پیمان لوزان به تاریخ ۲۹ اکتبر ۱۹۲۳ میلادی در داخل مرزهای ترکیه شمول نشده‌است بنابراین هیئت نمایندگی ترکیه در کنفرانس لوزان از تمامی حقوق کشور ترکیه طبق ماده ۱۶ پیمان لوزان از کلیه سرزمین‌های ذکر شده در رأی حقوقی چشم پوشی کرده‌است. بند دوم ماده ۱۶ پیمان لوزان بر این موضوع تأکید گذاشته‌است.
مفاد این ماده شامل پیمان‌های خاصی که براساس حسن همجواری ترکیه با هر یک از همسایگانش منعقد شده یا خواهند شد؛ نمی‌گردد. بند دوم ماده ۱۶ پیمان نه تنها مورد مرزها را مطرح می‌کند بلکه اشاره به «پیمان‌های خاصی» دارد که رأی حقوقی نیز یکی از آن‌ها می‌باشد. بدین ترتیب ماده ۱۶ پیمان لوزان مواد ۸۹ الی ۹۰ معاهده سور را تأیید کرده و بر اساس آن ترکیه از تمامی سرزمین هائی که طی رأی حقوقی وودرو ویلسون متعلق به ارمنستان می‌باشند چشم پوشی می‌کند.

### نتیجه
پیمان لوزان وضعیت کشورهایی که مستقیم یا غیر مستقیم درگیر جنگ در سال‌های ۱۹۱۹ تا ۱۹۲۲ بودند را بازنگری کرده‌است که در معاهده سور همین موضوع نیز مطرح گردیده‌است. حقوق بین‌الملل مانع از آن نمی‌شود که پیمان عقد شده جدید در مفاد پیمان قبلی تغییراتی ندهد یا پیمانی که چندین طرف در آن وجود دارند با نام دو یا چندین طرف پیمان اصلاحات انجام دهد. اما واضح است که پیمان جدید همچون هر پیمانی؛ شامل روابط طرف‌های شرکت‌کننده در عقد پیمان می‌گردد و اصلاحات می‌توانند شامل مفاد مربوط به طرف‌های شرکت‌کننده باشد و نمی‌تواند هر گونه تأثیری در حقوق و تعهدهای کشورهای دیگر داشته باشد. از نیمه سده نوزدهم میلادی که حقوق و روابط بین‌الملل ترقی یافته بود به‌طور دقیق مشخص کرده بود که تغییر یا اصلاح مفاد هیچ پیمانی نمی‌تواند وجهه حقوقی و قانونی داشته باشد به غیر از این که کلیه طرف‌های پیمان قبلی در آن حضور داشته باشند. نه تنها در پیمان لوزان مشخص نمی‌باشد که کدام یک از طرفین خواستار لغو معاهده سور می‌باشند بلکه در پیمان لوزان هیچ اشاره‌ای به معاهده سور نشده‌است. پیمانی می‌تواند باطل شود که کلیه طرفین اعلان ابطال آن را اعلام کنند. براساس حقوق بین‌الملل؛ هیچ حکومتی نمی‌تواند از تعهدات خود در قبال پیمانی عمل نکند و حتی نمی‌تواند اصلاحاتی در آن انجام دهد تا زمانی که کلیه طرف‌های پیمان آن را قبول نمایند. مشخص می‌گردد که معاهده سور و لوزان دو پیمان کاملاً جدا از یکدیگر می‌باشند. پیمان لوزان اجازه ابطال معاهده سور را ندارد. پیمان لوزان از نظر حقوق اساسی؛ اختیارات و حقوق اقلیت‌های غیر مسلمان را به رسمیت می‌شناسد. پیمان لوزان تأکید دارد بر چشم پوشی ترکیه از حاکمیت و حقوقش بر سرزمین هائی که، براساس رأی ویلسون به جمهوری ارمنستان داده شده‌است.

## گزارش‌های نماینده ایران از لوزان
اسماعیل ممتاز در یکی از گزارش‌هایی که در اواخر آبان ۱۳۰۱ خورشیدی به تهران ارسال داشت از مهم‌ترین مطالب و مسائل عمده‌ای که می‌بایست موضوع مذاکره قرار گیرند و در این نشست مطرح شود بیان داشت. این مسائل مانند:
«تثبیت حدود ملی که گویا راجع به حدود کردستان و عراق مذاکراتی شود و موصل و کرکوک و سلیمانیه را مطالبه نمایند. در خصوص حدود سوریه اگر چه با فرانسه قراردادی امضاء کرده‌اند ولی از آنجا هم بعضی تصمیمات را شاید بخواهند، حدود تراکیه معین شده ولی برای تراکیه غربی احتمال دارد مذاکراتی بنمایند. مورد دیگر مذاکره مربوط به سیر آزاد سفر در تنگه‌های داردانل و بسفر بود. کشورهای مذاکره‌کننده با سیر و سفر آزاد موافق بودند ولی شرط اصلی آن را مأمون بودن استانبول می‌دانستند.»